# TopSat
TopSat (taktički optički satelit), britanski eksperimentalni satelit. Projekt izrade financiralo je Britansko ministarstvo obrane. Prvi satelit izrađen u Surreyju bio je pokusni, ali UoSAT-12 lansiran 1999. doveo je do razvoja i lansiranja operativne skupine satelita za snimanje ugroženih (nesrećama pogođenih) područja (DMC). DMC je omogućio tehnološku bazu za budući TopSat projekt. Razvile su ga tvrtke QinetiQ i Surrey Satellite Technology Limited (SSTL). TopSat se rabi za dostavljanje operativnih informacija vojnim korisnicima. SSTL i QinetiQ rade na razvoju satelita većih performansi koji će naslijediti TopSat u operativnoj uporabi. Tvrtka SSTL je udružila snage s EADS-Astriumom u dizajniranju satelita koji će nositi radar visoke razlučivosti sa sintetičkom aperturom (otvorom antene) (SAR) za nadzor u svim vremenskim uvjetima. Ključ takvih i ostalih razvojnih zadaća za svemirske vojne aplikacije je pojava malenih satelita (malenih dimenzija i težine u odnosu na klasične svemirske letjelice) koji pak mogu uspješno obaviti zadanu misiju. Sve je to izravan rezultat revolucije u elektronici. Inženjeri iz tvrtke SSTL napominju kako procesiranje podataka dominira na velikim računalima (mainframe), a maleni sateliti su kao osobna računala (PC) u svemiru te se očekuje slična razina rasta. TopSat je ustvari “pojačani mikro satelit” klase oko 150 kilograma.
TopSat, težine 120kg, baziran je na SSTL-ovoj poboljšanoj obitelji mikrosatelita. Satelit je sastavljen kao slojevita konstrukcija, od naslaganih strojno obrađenih aluminijskih ladica u kojima su glavne elektroničke komponente, a sama struktura dodaje određeni stupanj zaštite od radijacije, zajedno sa solarnim ćelijama koje formiraju kutiju oko svega. Momentni kotači (zamašnjaci) omogućuju nadzor visine, a potisnici za korekciju (rabe električno zagrijan plin) omogućuju orbitalna podešavanja.
Iako je TopSat ograničen nekim mogućnostima – kapacitet memorije i podatkovnog linka koji dopuštaju samo pet slika dnevno te ima projektirani radni vijek od godinu dana – pokazao se kao vrlo uspješan od dana lansiranja, bilo je to 27. listopada 2005. Projekt TopSat uključuje i mobilnu zemaljsku postaju – na vozilu Land Rover (s posebno montiranom antenom). Satelitu se mogu zadavati zadaće i nadzirati iz mobilne postaje izravno na bojišnici. Korisnici imaju uključene posebne operativne zajednice koje običavaju raditi s javnim slikovnim materijalima, zato što ne zahtijevaju neko posebno rukovanje na terenu.
Operativni sustav mogao bi biti nešto veći – težine oko 150 kilograma. Mogao bi imati razlučivost od 1 do 1,5 metra i veći nagibni kut – do 45° sa svake strane od središnje crte – čime se pokriva šire područje, te kapacitetom od 30 do 60 slika po danu i dvije slike pri svakom prolazu.
Zbog ograničenog proračuna, TopSat je bio projektiran za ostvarenje samo pola od razlučivosti jednog operativnog elektro-optičkog (EO) mikrosatelita – oko 2,5 m iz sinkrone orbite na 600 km od zemlje (aktualna razlučivost je niža zbog postavljanja satelita u orbitu na 686 km). Nosi fiksnu kameru razvijenu u Rutherford Appleton Laboratoriesu te rabi novu tehnologiju fotografiranja: kako bi se povećalo vrijeme ekspozicije, te se dobila kvalitetna slika pomoću manjeg otvora blende i manjom kamerom, cijela letjelica mora rotirati kako prelazi iznad cilja pri čemu drži kameru usmjerenu prema objektima i to bez zamućenja slike.
TopSat je prvi korak prema stvaranju sustava satelita iz vizije ISTAR skupine,  satelita uključujući letjelice s optičkim senzorima, SAR (radar sa sintetičkim otvorom antene) i SIGINT senzorima, pri čemu SAR sateliti navode optičke, a SIGINT sateliti navode SAR i optičke satelite.